# Tatsuya Yamashita
Tatsuya Yamashita (山下 達也 Yamashita Tatsuya?,  Akashi, Hyōgo, 7 de noviembre de 1987) es un exfutbolista japonés que jugaba de defensa.

## Trayectoria

### Clubes
| Club              | País  | Año       |
| ----------------- | ----- | --------- |
| Cerezo Osaka      | Japón | 2006-2010 |
| Consadole Sapporo | Japón | 2011      |
| Cerezo Osaka      | Japón | 2012-2019 |
| Kashiwa Reysol    | Japón | 2019-2021 |
| Cerezo Osaka      | Japón | 2022-2024 |

### Selección nacional
| Selección | País  | Año  |
| --------- | ----- | ---- |
| Sub-20    | Japón | 2006 |

## Estadísticas

### Clubes
Actualizado al 23 de febrero de 2018.
| Rendimiento de club | Rendimiento de club | Rendimiento de club | Liga     | Liga  | Copa               | Copa               | Copa de la Liga | Copa de la Liga | Continental | Continental | Total    | Total |
| Año                 | Club                | Liga                | Partidos | Goles | Partidos           | Goles              | Partidos        | Goles           | Partidos    | Goles       | Partidos | Goles |
| Japón               | Japón               | Japón               | Liga     | Liga  | Copa del Emperador | Copa del Emperador | Copa J. League  | Copa J. League  | Asia        | Asia        | Total    | Total |
| ------------------- | ------------------- | ------------------- | -------- | ----- | ------------------ | ------------------ | --------------- | --------------- | ----------- | ----------- | -------- | ----- |
| 2011                | Cerezo Osaka        | J1 League           | 0        | 0     | 0                  | 0                  | 0               | 0               | –           | –           | 0        | 0     |
| 2007                | Cerezo Osaka        | J2 League           | 7        | 0     | 0                  | 0                  | –               | –               | –           | –           | 7        | 0     |
| 2008                | Cerezo Osaka        | J2 League           | 8        | 0     | 1                  | 0                  | –               | –               | –           | –           | 9        | 0     |
| 2009                | Cerezo Osaka        | J2 League           | 1        | 0     | 0                  | 0                  | –               | –               | –           | –           | 1        | 0     |
| 2010                | Cerezo Osaka        | J1 League           | 1        | 0     | 0                  | 0                  | 0               | 0               | –           | –           | 1        | 0     |
| 2011                | Consadole Sapporo   | J2 League           | 37       | 0     | 0                  | 0                  | –               | –               | –           | –           | 37       | 0     |
| 2012                | Cerezo Osaka        | J1 League           | 9        | 0     | 4                  | 0                  | 0               | 0               | –           | –           | 13       | 0     |
| 2013                | Cerezo Osaka        | J1 League           | 26       | 3     | 3                  | 1                  | 6               | 0               | –           | –           | 35       | 4     |
| 2014                | Cerezo Osaka        | J1 League           | 33       | 1     | 4                  | 0                  | 2               | 0               | 8           | 2           | 12       | 3     |
| 2015                | Cerezo Osaka        | J2 League           | 42       | 2     | 1                  | 0                  | –               | –               | –           | –           | 43       | 2     |
| 2016                | Cerezo Osaka        | J2 League           | 39       | 1     | 2                  | 0                  | –               | –               | –           | –           | 41       | 1     |
| 2017                | Cerezo Osaka        | J1 League           | 26       | 2     | 1                  | 0                  | 2               | 0               | –           | –           | 29       | 2     |
| Total de carrera    | Total de carrera    | Total de carrera    | 239      | 9     | 16                 | 1                  | 10              | 0               | 8           | 2           | 273      | 12    |

## Palmarés

### Títulos nacionales
| Título             | Club         | País  | Año  |
| ------------------ | ------------ | ----- | ---- |
| Copa J. League     | Cerezo Osaka | Japón | 2017 |
| Copa del Emperador | Cerezo Osaka | Japón | 2017 |
| Supercopa de Japón | Cerezo Osaka | Japón | 2018 |

### Distinciones individuales
| Distinción                                      | Año  |
| ----------------------------------------------- | ---- |
| Premio al Jugador de Excelencia de la J. League | 2013 |